# Aina Torres
Aina Torres Pallarés (Barcellona, 26 febbraio 1992) è una calciatrice spagnola, centrocampista dell'Espanyol.

## Carriera

### Club e calcio universitario
Torres inizia l'attività agonistica nella sua città natale, Barcellona, tesserandosi per la squadra femminile del Barcellona, facendo la trafila delle giovanili fino a giocare nella sua formazione B, iscritta alla Segunda División Femenina de España, il secondo livello del campionato spagnolo femminile di calcio, per due stagioni fino all'estate 2010.
Nel 2010 Torres decide di trasferirsi negli Stati Uniti d'America per continuare il proprio percorso scolastico, iscrivendosi alla Mercyhurst University di Erie, in Pennsylvania, e giocando per la squadra di calcio femminile universitario dell'ateneo, giocando nella Division I della National Collegiate Athletic Association (NCAA) per le stagioni 2010 e 2011 e venendo nominata nel campionato d'esordio Rookie of the Year del team.
Ha in seguito un'esperienza in Africa, trasferendosi in Zambia e giocando fino all'estate 2015 per il Bauleni, prima di fare ritorno in Spagna, siglando un accordo con l'Espanyol giocando in Primera División per la stagione 2015-2016. Qui rimane un solo anno, condividendo con le compagne un campionato da media classifica e la conseguente salvezza.
Durante il calciomercato estivo 2016 si trasferisce al Santa Teresa, club con sede a Badajoz, nell'Estremadura, continuando a disputare con la maglia a strisce biancorosse della nuova squadra la Primera División per due stagioni consecutive, con una buona prestazione nel campionato 2016-2017, dove con 36 punti chiude al nono posto, miglior risultato della squadra dopo l'altro nono posto conquistato al campionato d'esordio in Primera División (2014-2015), ma una negativa nel campionato 2017-2018 dove la squadra perde competitività e chiude al sedicesimo e ultimo posto in classifica con conseguente retrocessione in Segunda División.
Nel giugno 2018 il club francese del Soyaux annuncia il suo arrivo nella squadra, tuttavia Torres si trasferisce negli Stati Uniti, disputando per il resto dall'anno la seconda parte del campionato 2018 della Women's Premier Soccer League (WPSL) per lo Houston Aces, totalizzando 8 presenze e siglando 4 reti.
Durante il calciomercato estivo 2019 sceglie un nuovo campionato estero, quello italiano, firmando un contratto che la lega alle baresi del Pink Sport Time, uno degli acquisti della società allo scopo di rinforzare l'organico in previsione della stagione entrante con la squadra ripescata in Serie A a completamento organico dopo la mancata iscrizione di ChievoVerona Valpo e Mozzanica. Il tecnico Domenico Caricola la impiega dalla 2ª giornata di campionato, nel pareggio esterno con il Tavagnacco concluso con una rete per parte, e sigla la sua prima rete il 29 gennaio 2020, nel recupero della 9ª giornata in trasferta con il Milan, quella che al 17' porta il risultato sul momentaneo pareggio per 1-1, incontro poi vinto per 6-3 dalle padrone di casa. Scende in campo anche nell'unico incontro di Coppa Italia, quello che l'11 dicembre 2019 allo stadio Antonio Antonucci di Bitetto vede la Roma superare il turno solo ai tempi supplementari con il risultato di 2-0.
Dopo la cessione del titolo sportivo del club barese alla Ternana, Torres è tra le calciatrici a vestire la nuova maglia per l'esperienza in Serie B per il club di Terni, tuttavia già durante la sessione invernale di calciomercato decide di far ritorno in Spagna firmando con l'Espanyol, tornando al club della natia Barcellona dopo sette anni, per giocare la seconda parte del campionato di Primera Federación, nuova denominazione del secondo livello del campionato spagnolo di categoria.

## Statistiche

### Presenze e reti nei club
Statistiche aggiornate al 2 luglio 2020.
| Stagione        | Squadra         | Campionato      | Campionato | Campionato | Coppe nazionali | Coppe nazionali | Coppe nazionali | Coppe continentali | Coppe continentali | Coppe continentali | Altre coppe | Altre coppe | Altre coppe | Totale | Totale |
| Stagione        | Squadra         | Comp            | Pres       | Reti       | Comp            | Pres            | Reti            | Comp               | Pres               | Reti               | Comp        | Pres        | Reti        | Pres   | Reti   |
| --------------- | --------------- | --------------- | ---------- | ---------- | --------------- | --------------- | --------------- | ------------------ | ------------------ | ------------------ | ----------- | ----------- | ----------- | ------ | ------ |
| 2019-2020       | Pink Sport Time | A               | 15         | 1          | CI              | 1               | 0               | -                  | -                  | -                  | -           | -           | -           | 16     | 1      |
| Totale carriera | Totale carriera | Totale carriera | 15         | 1          | -               | 1               | 0               | -                  | -                  | -                  | -           | -           | -           | 16     | 1      |